# Niemnowo
Niemnowo (biał. Нямнова; ros. Немново) – wieś na Białorusi, w obwodzie grodzieńskim, w rejonie grodzieńskim, w sielsowiecie Sopoćkinie, nad Niemnem. W miejscowości zaczyna się Kanał Augustowski.
W dwudziestoleciu międzywojennym wieś leżała w Polsce, w województwie białostockim, w powiecie augustowskim.